# Brewsterdale (Virginia Occidental)
Brewsterdale es un área no incorporada ubicada dentro del Distrito Big Creek, una división civil menor del condado de McDowell (Virginia Occidental), Estados Unidos. Está catalogada como un asentamiento humano por la Junta de Nombres Geográficos de los Estados Unidos.
El número de identificación (ID) asignado por el Servicio Geológico de Estados Unidos es 1553975.

## Geografía
Se encuentra a una altitud de 538 metros sobre el nivel del mar (1765 pies) según el conjunto de datos de elevación nacional.